# Electragapetus praeteritus
Electragapetus praeteritus là một loài Trichoptera trong họ Glossosomatidae. Chúng phân bố ở miền Cổ bắc.